# RBRU Chanthaburi United FC
Der RBRU Chanthaburi United Football Club (thailändisch สโมสรฟุตบอลอาร์บีอาร์ยู จันทบุรี ยูไนเต็ด) ist ein thailändischer Fußballverein aus Chanthaburi.
Der Verein ist auch unter dem Nickname The Red Hawk (เหยี่ยวแดงพิฆาต) bekannt.

## Vereinsgeschichte
Der Verein wurde 2011 als Koh Kwang FC gegründet. Bis 2016 spielte der Verein in der damaligen vierten Liga, der Thai Division 3 Tournament, in der Eastern Region. Mit Einführung der Ligareform 2017 spielte Koh Kwang in der Thailand Amateur League. 2018 wurde der Club Meister und stieg in die Thai League 4 auf. Hier spielte der Verein in der Eastern-Region. Die erste Saison in der T4 schloss man als Vizemeister der Region East ab. Im Sommer 2023 wurde der Verein in RBRU Chanthaburi United FC (Rambhai Barni Rajabhat University Chanthaburi United FC) umbenannt.

## Vereinserfolge
- Thai Amateur League – Eastern Region

2018 – 1. Platz
- Thai League 4 – East

2019 – Vizemeister

## Stadion
Seine Heimspiele trägt der Klub im Rambhai Barni Rajabhat University Stadium, das auch unter dem Namen RBRU Stadium bekannt ist, in Chanthaburi aus. Das Stadion hat eine Kapazität von 8800 Personen. Eigentümer und Betreiber ist die Rambhai Barni Rajabhat University. 

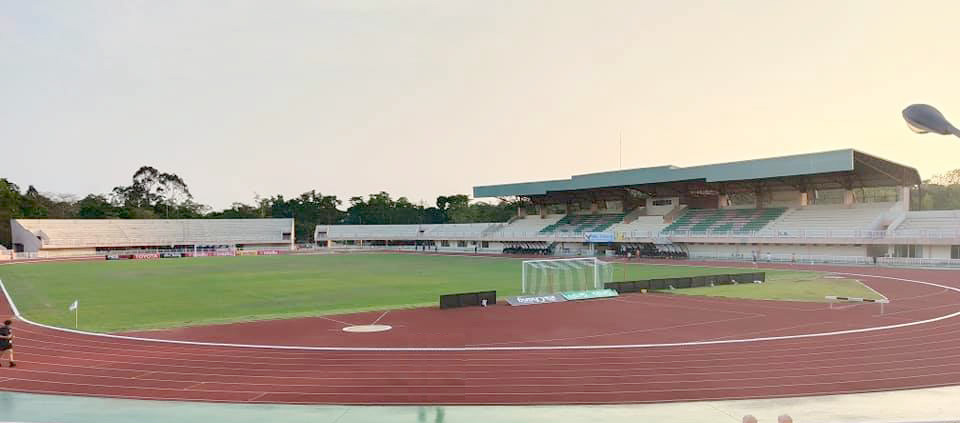
RBRU Stadium

### Spielstätten seit 2019
| Saison | Stadion                                   | Standort                         | Kapazität | Eigentümer                        | Koordinaten                   |
| ------ | ----------------------------------------- | -------------------------------- | --------- | --------------------------------- | ----------------------------- |
| 2019   | Rambhai Barni Rajabhat University Stadium | Chanthaburi, Provinz Chanthaburi | 8800      | Rambhai Barni Rajabhat University | 12° 39′ 50,4″ N, 102° 6′ 6″ O |

## Aktueller Kader
Stand: September 2023
| Nr. |           | Position | Name                             |
| --- | --------- | -------- | -------------------------------- |
| 1   | Thailand  | TW       | Putawat Prangthong               |
| 2   | Thailand  | AB       | Surasak Asurin                   |
| 3   | Brasilien | AB       | Luiz Fernando Queiroz Dias       |
| 4   | Thailand  | MF       | Immanuel Pongsakorn Famy Obatyoo |
| 6   | Thailand  | MF       | Wasan Mala                       |
| 8   | Thailand  | AB       | Supakorn Santham                 |
| 9   | Brasilien | ST       | Marcos Wilder                    |
| 10  | Brasilien | ST       | Emerson Da Silva Tavares         |
| 11  | Thailand  | MF       | Watcharaphon Phochat             |
| 14  | Thailand  | MF       | Pongpipat Haklin                 |
| 15  | Thailand  | MF       | Pradipat Armatuntri              |
| 18  | Thailand  | TW       | Nonthakorn Boonmee               |
| 19  | Thailand  | AB       | Natthawut Choomngern             |

| Nr. |          | Position | Name                 |
| --- | -------- | -------- | -------------------- |
| 20  | Thailand | MF       | Promdan Benjasiri    |
| 21  | Thailand | AB       | Sataphat Surimaung   |
| 22  | Thailand | AB       | Suppanyoo Hernmek    |
| 27  | Thailand | ST       | Tammapet Kangthong   |
| 28  | Thailand | MF       | Chinnapat Kaikaew    |
| 35  | Thailand | TW       | Chairat Ketsaratikun |
| 37  | Thailand | AB       | Niphitphon Saengsuk  |
| 69  | Thailand | MF       | Nachanok Klinhom     |
| 77  | Thailand | ST       | Jakapat Boonthip     |
| 79  | Thailand | MF       | Kullapat Sukphuwong  |
| 88  | Thailand | AB       | Kittipat Tamngam     |
| 90  | Thailand | ST       | Peeraphat Takamfoo   |
| 99  | Thailand | AB       | Sahaphat Sarnnok     |

## Beste Torschützen seit 2018
| Saison  | Name                 | Tore |
| ------- | -------------------- | ---- |
| 2018    | Anon Duksee          | 4    |
| 2019    | Chatchai Narkwijit   | 19   |
| 2020/21 | Watcharaphon Phochat | 5    |
| 2021/22 | Patipat Kamsat       | 11   |
| 2022/23 | Patipat Kamsat       | 7    |

## Saisonplatzierung
| Saison                     | Liga                                        | Liga         | Liga         | Liga         | Liga         | Liga         | Liga         | Liga         | Liga         | Pokal               | Pokal                  | Pokal                  |
| Saison                     | Liga                                        | Level        | Spiele       | S            | U            | N            | Tore         | Punkte       | Position     | FA Cup              | Thai League Cup        | T3 Cup                 |
| Koh Kwang FC               | Koh Kwang FC                                | Koh Kwang FC | Koh Kwang FC | Koh Kwang FC | Koh Kwang FC | Koh Kwang FC | Koh Kwang FC | Koh Kwang FC | Koh Kwang FC | Koh Kwang FC        | Koh Kwang FC           | Koh Kwang FC           |
| -------------------------- | ------------------------------------------- | ------------ | ------------ | ------------ | ------------ | ------------ | ------------ | ------------ | ------------ | ------------------- | ---------------------- | ---------------------- |
| 2016                       | Thai Division 3 Tournament – Eastern Region |              | 2            | 0            | 1            | 1            | 3:5          | 1            | 15.–21.      |                     |                        |                        |
| 2017                       | Thailand Amateur League – East              | 5            | 6            | 4            | 1            | 1            | 18:7         | 13           | 3.–4.        | 1. Runde            |                        |                        |
| 2018                       | Thailand Amateur League – East              | 5            | 6            | 6            | 0            | 0            | 18:5         | 18           | 1. ▲         | 1. Runde            |                        |                        |
| 2019                       | Thai League 4 – East                        | 4            | 28           | 18           | 5            | 5            | 51:24        | 59           | 2.           | Qualifikationsrunde | 2. Qualifikationsrunde |                        |
| 2020                       | Thai League 4 – East                        | 4            | 2            | 0            | 1            | 1            | 1:2          | 1            | 6.           |                     |                        |                        |
| 2020/21                    | Thai League 3 – East                        | 3            | 16           | 6            | 3            | 7            | 23:28        | 21           | 7.           | Qualifikationsrunde |                        |                        |
| 2021/22                    | Thai League 3 – East                        | 3            | 22           | 8            | 8            | 6            | 29:24        | 32           | 6.           |                     | 2. Qualifikationsrunde |                        |
| 2022/23                    | Thai League 3 – East                        | 3            | 22           | 5            | 8            | 9            | 19:27        | 23           | 10.          | 3. Runde            | 2. Qualifikationsrunde |                        |
| RBRU Chanthaburi United FC |                                             |              |              |              |              |              |              |              |              |                     |                        |                        |
| 2023/24                    | Thai League 3 – East                        | 3            | 20           | 7            | 4            | 9            | 21:21        | 25           | 6.           | –                   | 1. Qualifikationsrunde | 1. Qualifikationsrunde |

| Abbruch nach dem zweiten Spieltag aufgrund der COVID-19-Pandemie |

## Sponsoren
| Jahr | Ausrüster | Trikotsponsor    |
| ---- | --------- | ---------------- |
| 2018 | Susi      | New Travel Lodge |
| 2019 | Susi      | RockSpresso      |
| 2020 |           |                  |